# Jan Eik
Jan Eik (* 16. August 1940 in Berlin; bürgerlich: Helmut Eikermann) ist ein deutscher Schriftsteller und Sachbuchautor.

## Leben
Jan Eik arbeitete nach dem Abitur zunächst als Studioassistent/Tontechniker und war nach Fernstudien in Mittweida, Dresden und Berlin bis 1987 als Diplom-Ingenieur für Informationstechnik beim der Deutschen Post zugeordneten Bereich der Studiotechnik im Berliner Funkhaus Nalepastraße tätig. Seit 1987 ist er freiberuflicher Autor und Publizist, seine ersten Veröffentlichungen gehen jedoch bereits auf das Jahr 1962 zurück.
Er veröffentlichte zunächst in Zeitschriften (u. a. Die Weltbühne) Glossen, Feuilletons, Reportagen und Rezensionen, ferner Prosatexte in Anthologien sowie Bühnenstücke, Kinderhörspiele, Features und Jazzsendungen für den Hörfunk. Er verfasste mehr als 20 Kriminalhörspiele. Hinzugekommen sind zahlreiche Kriminalromane, Sachbücher, u. a. zur Kriminalliteratur und zur Medien- und Berlin-Geschichte, sowie Drehbücher und eine Komödie. Auch die Vorlage für den Film Gefährliche Freundschaft aus der DDR-Fernseh-Reihe Der Staatsanwalt hat das Wort stammt von ihm.
Gründungsmitglied der Sektion Kriminalliteratur im Schriftstellerverband der DDR, ist Jan Eik jetzt Mitglied im VS Berlin / Ver.di. Zudem gehört er der Kriminalautorengruppe Das Syndikat an, für das er von 1991 bis 1998 nahezu durchgängig als Herausgeber und Redakteur des internen Newsletters Secret Service tätig war.

## Werke

### Kriminalromane
- Das lange Wochenende. Verlag Neues Leben, Berlin 1975.
- Poesie ist kein Beweis. (= DIE-Reihe). 1986.
- Der siebente Winter. Verlag Neues Leben, Berlin 1989; Verl. der Criminale, Norderstedt Books on Demand 2000, ISBN 3-89811-675-1.
- Goldene Hände. Verlag Das Neue Berlin, Berlin 1990.
- Dann eben Mord. Verlag Neues Leben, Berlin 1990, ISBN 3-360-00281-4.
- Wer nicht stirbt zur rechten Zeit. Verlag Neues Leben, Berlin 1991, ISBN 3-359-00643-7.
- Ausschreibung für einen Mord. 1998 (Neuausgabe unter Auf Mord gebaut. Berlin-Krimi-Verlag, Berlin 2002, ISBN 3-89809-012-4)
- Der Geist des Hauses. Ein Friedrichstadtpalast-Krimi. Ullstein, Berlin 1998, ISBN 3-548-24268-5.
- Kamera läuft, Herr Kommissar. Mit Friedel von Wangenheim. Ullstein, Berlin 1999, ISBN 3-548-24593-5.
- Shooting. av-Ed., Ludwigsburg 2000, ISBN 3-929638-46-0.
- Der Schein trügt. Berlin-Krimi-Verlag, Berlin 2001, ISBN 3-89809-010-8.
- Kurisches Gold. Ein Hansekrimi. Die Hanse, Hamburg 2002, ISBN 3-434-52803-2.
- Die schwarze Dorothea. Historischer Krimi. Berlin-Krimi-Verlag, Berlin 2005, ISBN 3-89809-502-9.
- Trügerische Feste: Tod im Schatten der Pracht. Berlin-Krimi-Verlag, Berlin 2006, ISBN 3-89809-505-3.
- Der Ehrenmord. Jaron, Berlin 2007, ISBN 978-3-89773-556-9.
- mit Horst Bosetzky: Nach Verdun – Kappes vierter Fall. Jaron, Berlin 2008, ISBN 978-3-89773-585-9.
- mit Horst Bosetzky: Am Tag, als Walter Ulbricht starb. Jaron, Berlin 2010, ISBN 978-3-89773-635-1.
- Goldmacher. Jaron, Berlin 2010, ISBN 978-3-89773-643-6.
- Verhängnis in der Dorotheenstadt. Jaron, Berlin 2011, ISBN 978-3-89773-666-5.
- Katzmann und das schweigende Dorf. Katzmanns dritter Fall. Jaron, Berlin 2011, ISBN 978-3-89773-924-6.
- In der Falle. Kappes 15. Fall. Jaron, Berlin 2011, ISBN 978-3-89773-657-3.
- Polnischer Tango. Kappes 16. Fall. Jaron, Berlin 2012, ISBN 978-3-89773-678-8.
- mit Klaus Behling: Tod bei der Fahne. Unsere Buchempfehlungen für Sie, Berlin 2012, ISBN 978-3-86789-827-0.
- mit Klaus Behling: Mordwaffe Makarov. Unsere Buchempfehlungen für Sie, Berlin 2012, ISBN 978-3-86789-826-3.
- mit Klaus Behling: Mata Haris in Ostberlin. Unsere Buchempfehlungen für Sie, Berlin 2012, ISBN 978-3-86789-826-3.
- Attentat unter den Linden. von Gontards dritter Fall. Jaron, Berlin 2012, ISBN 978-3-89773-698-6.
- Heimkehr. Kappes 19. Fall. Jaron, Berlin 2013, ISBN 978-3-89773-715-0.
- Heißes Geld. Kappes 22. Fall. Jaron, Berlin 2014, ISBN 978-3-89773-735-8.
- Grenzgänge. Kappes 25. Fall. Jaron, Berlin 2015, ISBN 978-3-89773-768-6.

### Kurzprosabände
- Einladung nach Klaipeda. Verlag Neues Leben, Berlin 1976
- Ferien in Vietkevitz. Verlag Neues Leben, Berlin 1978
- Ein Bett für eine Nacht. Kriminalerzählung. Verlag Neues Leben, Berlin 1983
- mit Horst Bosetzky: Haste schon jehört? Berliner Merk- und Denkwürdigkeiten. Jaron, Berlin 2005, ISBN 3-86789-828-6.

### Sachbücher
- Besondere Vorkommnisse. Politische Affären und Attentate in der DDR. Das Neue Berlin, Berlin 1995, ISBN 3-359-00766-2 (3., überarbeitete Auflage. Das Neue Berlin, Berlin 2011, ISBN 978-3-360-00766-7)
- Der Mann, der Jerry Cotton war. Biographie über Heinz Werner Höber. Das Neue Berlin, Berlin 1996, ISBN 3-359-00799-9.
- mit Horst Bosetzky: Das Berlin-Lexikon. 1998
- Schaurige Geschichten aus Berlin. Führer zu den dunklen Geheimnissen der Stadt. Jaron, Berlin 2003, ISBN 3-89773-115-0.
- mit Klaus Behling: Vertuschte Verbrechen. Kriminalität in der Stasi. Militzke, Leipzig 2007, ISBN 978-3-86189-769-9.
- mit Klaus Behling: Transit in den Tod. Kriminalgeschichten aus der Stasi. Militzke, Leipzig 2008, ISBN 978-3-86189-807-8.
- mit Klaus Behling: Verschlusssache. Die größten Geheimnisse der DDR. Militzke, Leipzig 2008, ISBN 978-3-360-01944-8.
- mit Klaus Behling: Lautloser Terror. Kriminalität in der Stasi. Militzke, Leipzig 2008, ISBN 978-3-86189-816-0.
- Der Berliner Jargon. Jaron, Berlin 2008, ISBN 978-3-89773-583-5.
- DDR-Deutsch : eine entschwundene Sprache. Jaron, Berlin 2010, ISBN 978-3-89773-645-0.
- mit Klaus Behling: 111 Fragen an die DDR. Wer, warum, wieso, weshalb? Berolina, 2013, ISBN 978-3-86789-807-2.
- Eine Menge Spaß. 30 Jahre im Rundfunk der DDR. Kulturmaschinen, Berlin 2013, ISBN 978-3-943977-09-7.
- Ost-Berlin wie es wirklich war. Erinnerungen aus der Hauptstadt der DDR. Jaron, Berlin 2016, ISBN 978-3-89773-800-3.

### Hörspiele und Features
- 1977 Pension Rietschel – Regie: Fritz Ernst Fechner (Kriminalhörspiel – Rundfunk der DDR)
- 1977 Ferien in Vitkevitz – Regie: Fritz Ernst Fechner (Kriminalhörspiel – Rundfunk der DDR)
- 1977 Ehrlich geteilt – Regie: Bert Bredemeyer (Kriminalhörspiel – Rundfunk der DDR)
- 1978 Kleines Haus am Wald – Regie: Achim Scholz (Kriminalhörspiel – Rundfunk der DDR)
- 1984 Trinkgeld – Regie: Günter Bormann (Kriminalhörspiel – Rundfunk der DDR)
- 1989 Familienbande – Regie: Annegret Berger (Kriminalhörspiel – Rundfunk der DDR)
- 1990 Der letzte Anruf – Regie: Barbara Plensat (Kriminalhörspiel – Funkhaus Berlin)
- 1991 Vielleicht zur Silberhochzeit – Regie: Edith Schorn (Kurzhörspiel – Funkhaus Berlin)
- 1991 Heimkehr – Regie: Werner Grunow (Kriminalhörspiel – Funkhaus Berlin)
- 1995 Das Funkhaus brennt (Die Legende von einem Attentat) – Regie: Andreas Meinetsberger (Feature – MDR)

## Auszeichnungen
- 1990 „Handschellen-Preis“ der Kriminalliteratur des Schriftstellerverbandes für Der siebente Winter
- 1999 „Berliner Krimifuchs“